# Memphis Minnie
Memphis Minnie o Memphis Minnie McCoy, pseudonimo di Lizzie Douglas (New Orleans, 3 giugno 1897 – Memphis, 6 agosto 1973), è stata una cantante e musicista statunitense di blues.

## Biografia
È stata una delle grandi del blues, il suo blues è radicato nel country blues più che nel blues classico ma fu la prima donna a darsi al blues elettrico contribuendo così alla nascita del blues urbano tipico di Chicago, detto appunto Chicago blues.
Nata ad Algiers, un sobborgo di New Orleans, in Louisiana, si trasferì presto col resto della famiglia a Memphis, una delle città più blues del Sud. Ancora undicenne imparò a suonare la chitarra acustica e il banjo potendo così guadagnare qualche centesimo suonando per strada con il nomignolo di "Kid Douglas".
Tra il 1916 e il 1920 girò col "Ringling Brothers Circus" negli stati del profondo Sud. Tornata a Memphis rimase sulle scene blues guadagnandosi da vivere suonando in bar e club.
Fu così scoperta nel 1930 da un talent scout della Columbia Records che la sentì suonare in un salone da barbiere di Beale Street. Registrò la sua prima canzone Bumble Bee lo stesso anno con il nome di Memphis Minnie, accompagnata alla chitarra dal suo secondo marito Kansas Joe McKoy.
Insieme a Kansas Joe eseguì nel 1929 il blues When the Levee Breaks ripresa 40 anni dopo dai Led Zeppelin.
Divenne in poco tempo una delle più influenti e pionieristiche musiciste blues "donna", eccezionale pure come chitarrista.

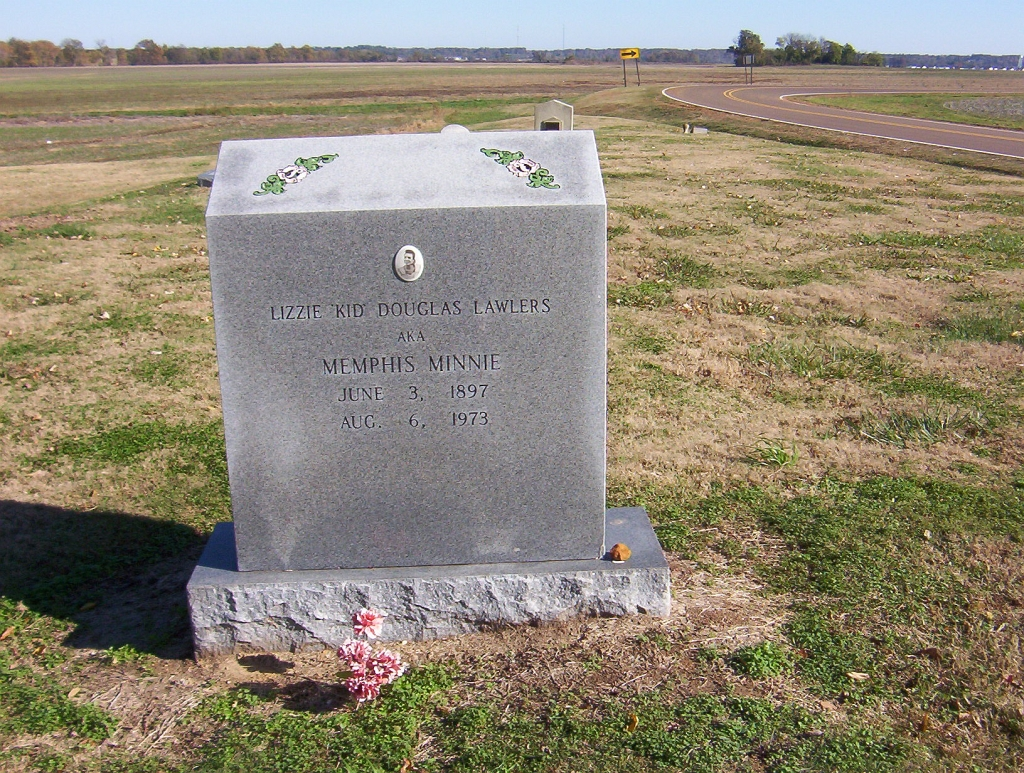
La tomba di Memphis Minnie a Walls (Mississippi)

Assieme al marito si trasferì a Chicago dove si esibì con grandi del blues quali Tampa Red e Big Bill Broonzy, che nel suo libro "Big Bill Blues", scriverà: "Sapeva suonare e cantare non come una donna, ma altrettanto bene come un uomo".
Nel 1935 divorzia dal marito e ritorna a Memphis dove conobbe nel 1940 il suo terzo marito, Little Son Joe. Insieme fecero ritorno a Chicago dove iniziarono ad incidere assieme.
Nel 1942 cambiò le sue radici country della Louisiana con il blues di Memphis producendo la sua unica melodia del country-blues; insieme a Big Bill Broonzy e a Tampa Red trasformò il country-blues nell'elettrico blues cittadino, gettando le fondamenta per giganti come Muddy Waters, Little Walter e Jimmy Rogers che viaggiavano da piccole città del Sud alle grandi città del Nord.
Nel 1953 ebbe un attacco cardiaco e otto anni dopo morì suo marito. Andò così a vivere in una casa per anziani dove morì il 6 agosto 1973.
Minnie registrò per quarant'anni, record mai raggiunto in quegli anni da nessun'altra donna. Una sua caratteristica era che indossava sfavillanti braccialetti fatti di dollari d'argento; è considerata la più grande blueswoman dagli inizi degli anni della Grande depressione alla seconda guerra mondiale.
Nel 1980 Memphis Minnie fu inclusa fra gli artisti della Blues Foundation's Hall of Fame.